# برد زرد (سپیدان)
برد زرد (سپیدان)، روستایی از توابع بخش مرکزی شهرستان سپیدان در استان فارس ایران است.

## جمعیت
این روستا در دهستان خفری قرار دارد و براساس سرشماری مرکز آمار ایران در سال ۱۳۸۵، جمعیت آن ۱۹۹ نفر (۴۹خانوار) بوده‌است.